# Yohei Onishi
Yohei Onishi (大西 容平 Onishi Yohei?, nacido el 30 de octubre de 1982 en Okayama) es un exfutbolista japonés. Jugaba de centrocampista y su último club fue el Kataller Toyama de Japón.

## Trayectoria

### Clubes
| Club            | País  | Año         |
| --------------- | ----- | ----------- |
| Ventforet Kofu  | Japón | 2005 - 2010 |
| Kataller Toyama | Japón | 2011 - 2015 |

## Estadística de carrera

### J. League
| Club            | Año   | J. League | J. League | Copa J. League | Copa J. League | Total | Total |
| Club            | Año   | Part.     | Goles     | Part.          | Goles          | Part. | Goles |
| --------------- | ----- | --------- | --------- | -------------- | -------------- | ----- | ----- |
| Ventforet Kofu  | 2005  | 4         | 0         | -              | -              | 4     | 0     |
| Ventforet Kofu  | 2006  | 16        | 0         | 3              | 0              | 19    | 0     |
| Ventforet Kofu  | 2007  | 18        | 0         | 3              | 0              | 21    | 0     |
| Ventforet Kofu  | 2008  | 34        | 6         | -              | -              | 34    | 6     |
| Ventforet Kofu  | 2009  | 46        | 8         | -              | -              | 46    | 8     |
| Ventforet Kofu  | 2010  | 16        | 0         | -              | -              | 16    | 0     |
| Kataller Toyama | 2011  | 37        | 1         | -              | -              | 37    | 1     |
| Kataller Toyama | 2012  | 39        | 1         | -              | -              | 39    | 1     |
| Kataller Toyama | 2013  | 34        | 1         | -              | -              | 34    | 1     |
| Kataller Toyama | 2014  | 32        | 2         | -              | -              | 32    | 2     |
| Kataller Toyama | 2015  | 19        | 1         | -              | -              | 19    | 1     |
| Total           | Total | 295       | 20        | 6              | 0              | 301   | 20    |